# Herbier de l'université Claude-Bernard-Lyon-I
L'Herbier de Lyon est situé sur le campus de la Doua, au cœur de l'Université Claude Bernard Lyon 1 (UCBL1), à Villeurbanne.
Répertorié internationalement sous le sigle LY (les deux premières lettres de LYON), l'Herbier abrite une collection de 4,4 millions de spécimens de plantes séchées du monde entier. De par le nombre de ses spécimens, cet herbier se classe au deuxième rang des herbiers universitaires mondiaux, après celui d'Harvard aux États-Unis, au deuxième rang français après celui du Muséum d'Histoire naturelle de Paris, et au huitième rang mondial toutes institutions confondues.
La collection n’est ouverte au public que sur demande, ou lors d’événements comme la Nuit des musées, la Fête de la Science ou encore lors des Journées européennes du patrimoine,.

## Notes et références

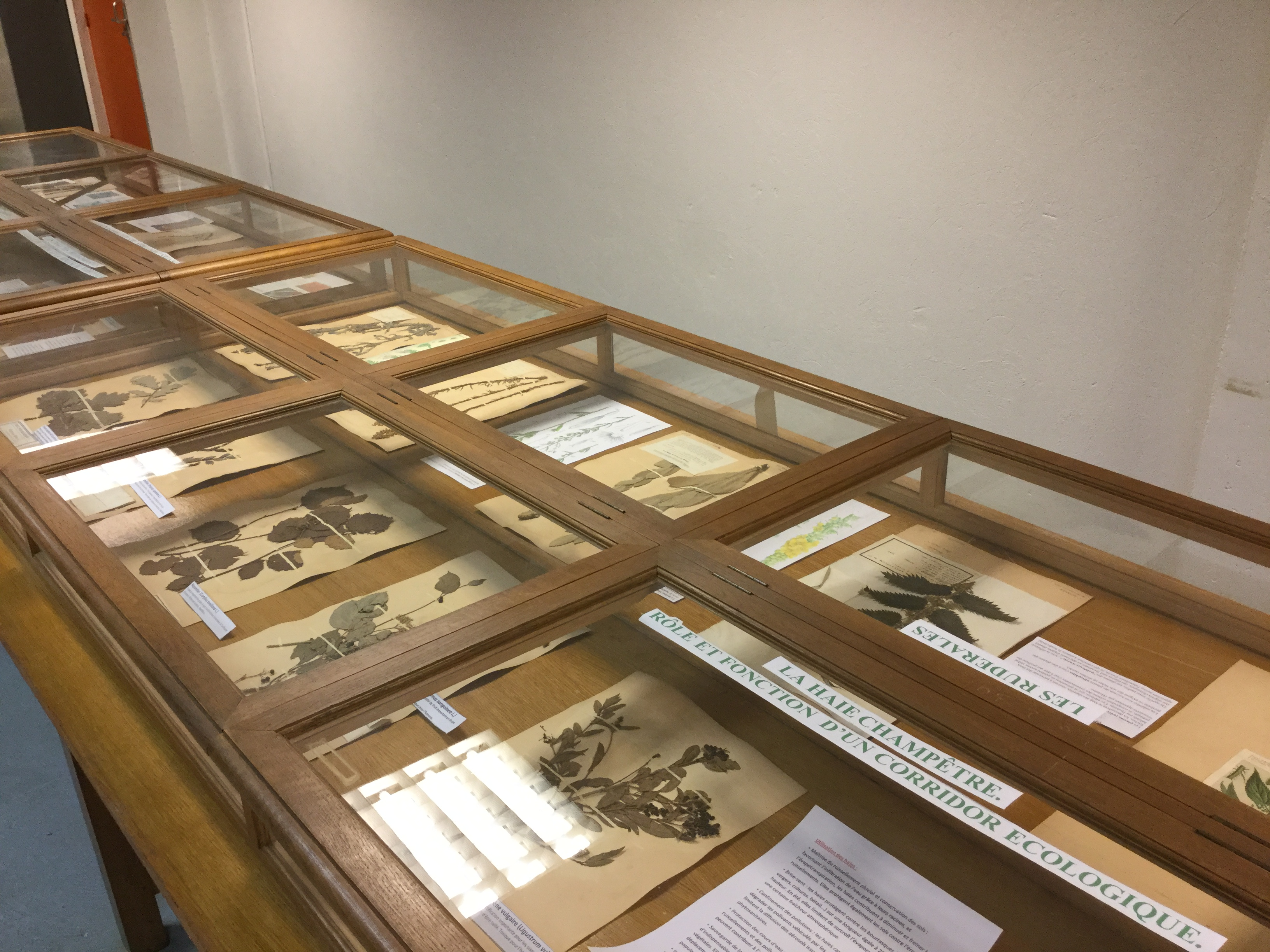
Espace d'exposition

## Historique
C'est grâce à deux importantes donations, celle de Michel Gandoger en 1922 puis en 1925 celle de Marie Bonaparte qui offre à la Faculté des Sciences de Lyon les collections botaniques de son père Roland Bonaparte, que l'herbier de l'Université acquiert une importance et une renommée internationale.
De 1925 à 1971, ces herbiers ont subi plusieurs déménagements : logés d'abord dans la chapelle désaffectée du Grand Séminaire à Saint-Just sur la colline de Fourvière, puis Quai Claude Bernard au Laboratoire de Botanique lors de la création de la Faculté de Lyon, et enfin sur le campus de la Doua à Villeurbanne en 1971, où un bâtiment a été spécialement construit à la mesure de ces collections et de leur mobilier.

## Organisation de l'Herbier
L'Herbier est aujourd'hui géré par l'Université Claude Bernard Lyon 1, via la FR CeReSE (Centre de Ressources pour les Sciences de l'Évolution) qui regroupe l'ensemble des collections de sciences naturelles de l'université.
Les collections sont situées dans un bâtiment de 2 250 m2 sur trois niveaux, conçu pour répondre à certains critères de conservation des spécimens : la hauteur sous-plafond (4,20 m), l'orientation géographique (Nord-Sud), le format des fenêtres (2,60 m par 0,6 m de largeur). Ces mensurations sont notamment liées à la dimension des meubles des collections qui sont d'origine (3,40 m de hauteur pour une largeur de 0,80 m et entre 4 m et 4,80 m de longueur).
Le bâtiment comprend entre autres :
- une grande salle destinée aux collections ;
- un fonds documentaire comprenant notamment la bibliothèque de Roland Bonaparte ;
- un sous-sol avec deux grandes salles d'exposition pour le public, notamment les scolaires, comportant des vitrines autour de différents thèmes comme les biocarburants ou les plantes médicinales.

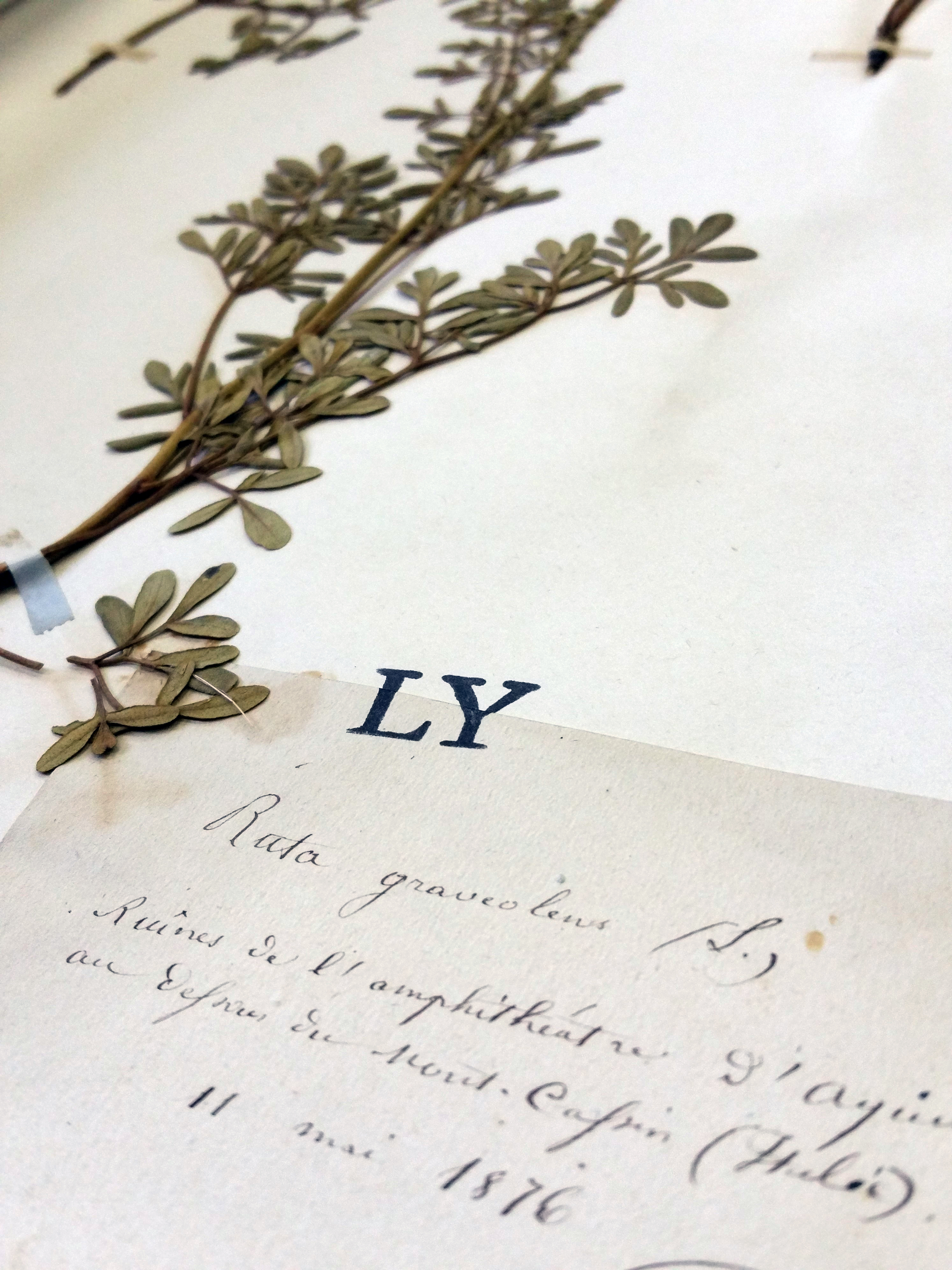
Part d'herbier

## Collections
Les collections de l’Herbier de l’Université Lyon 1 sont à la fois scientifiques et historiques ; les parts d'herbiers proviennent du monde entier, elles ont été rapportées par de nombreux collecteurs voyageurs du XIXe ou XXe siècle.
La majeure partie des collections de l'Herbier provient de célèbres botanistes passionnés :

### Roland Bonaparte (1858-1924)
2,5 millions de spécimens collectés par de grands spécialistes datant de 1800 à 1924 et provenant de toutes les régions du monde.
Roland Bonaparte, petit-neveu de Napoléon Ier, explorateur, géographe et scientifique reconnu par l’Académie des Sciences, était féru de botanique. Il parcourut lui-même la campagne, mais passa également commande à des naturalistes voyageurs, à des ecclésiastiques en mission, et acheta des herbiers privés. L’originalité de cet Herbier réside dans le fait que les cartons sont positionnés verticalement comme les livres d’une bibliothèque. L’acheminement, depuis Paris des cartons, du mobilier et de la bibliothèque a nécessité un convoi de 22 wagons.

### Michel Gandoger (1850-1926)
800 000 spécimens collectés par ce fils de viticulteurs du Beaujolais passionné de botanique depuis son plus jeune âge. Il fut en particulier un grand descripteur de la flore méditerranéenne à laquelle il consacra un nombre important de ses voyages et publications.

### Alexis Jordan(1814-1897)
400 000 spécimens rassemblés par ce grand botaniste lyonnais qui fut surtout célèbre pour son jardin expérimental d’un hectare situé à Villeurbanne, dans lequel il cultivait plusieurs dizaines de milliers de plantes dans le but d’attester de manière expérimentale son concept de microespèces ou "jordanons". Son Herbier a été déposé à LY en 2007 par la Faculté Catholique de Lyon qui en a fait don en 2018.

### Georges Rouy(1851-1924)
500 000 spécimens constituent la collection de ce journaliste, qui fonda le comptoir d’échanges de plantes, et occupa des fonctions importantes dans de nombreuses sociétés savantes ou institutionnelles. Son herbier était reconnu par ses pairs comme l’un des plus riches au point de vue des formes hybrides et de la flore européenne. Il fut l’auteur seul ou en collaboration d’une flore de France en 14 volumes.
Cet herbier a été racheté par Roland Bonaparte probablement en 1905.

### Collections mycologiques
Collections de 30 000 exsiccata de champignons supérieurs.
Grâce aux liens étroits existant entre l'école de mycologie lyonnaise et l'Herbier, de nombreuses collections de champignons aphyllophoralles y sont conservées, comme la grande collection de Jacques Boidin.

### Collections pédagogiques
Il y a 3 types de collections pédagogiques :
- flore de Rhône-Alpes en tableaux
- 163 modèles végétaux grossis environ 20 fois et démontables (Auzoux, Brendel, Deyrolles), ainsi que des planches pédagogiques
- circuit botanique avec 127 essences végétales répertoriées

## Numérisation
L'herbier de Roland Bonaparte fait l'objet depuis octobre 2017 d'un projet de numérisation. Grâce au programme national RECOLNAT5 (Plan d'Investissement d'Avenir) sous l’égide du Muséum National d'Histoire Naturelle, un banc de numérisation industriel de 13 m de long, installé dans les locaux de l'Herbier Lyon1, digitalise à la vitesse impressionnante de 3000 planches d'herbier par jour. Les images sont disponibles ici

## Accès
Ouvert au public lors d’événements exceptionnels comme les Journées du Patrimoines, la nuit des musées ou la Fête de la Science.
Possibilité de visite pour des groupes ou des classes, sur demande (nous contacter pour les tarifs)
Tram T1 et T4 : arrêt Université Lyon 1